# Saint-Crépin-et-Carlucet
Saint-Crépin-et-Carlucet är en kommun i departementet Dordogne i regionen Nouvelle-Aquitaine i sydvästra Frankrike. Kommunen ligger i kantonen Salignac-Eyvigues som tillhör arrondissementet Sarlat-la-Canéda. År 2022 hade Saint-Crépin-et-Carlucet 532 invånare.

## Befolkningsutveckling
Antalet invånare i kommunen Saint-Crépin-et-Carlucet
Referens:INSEE